# Butterkäse

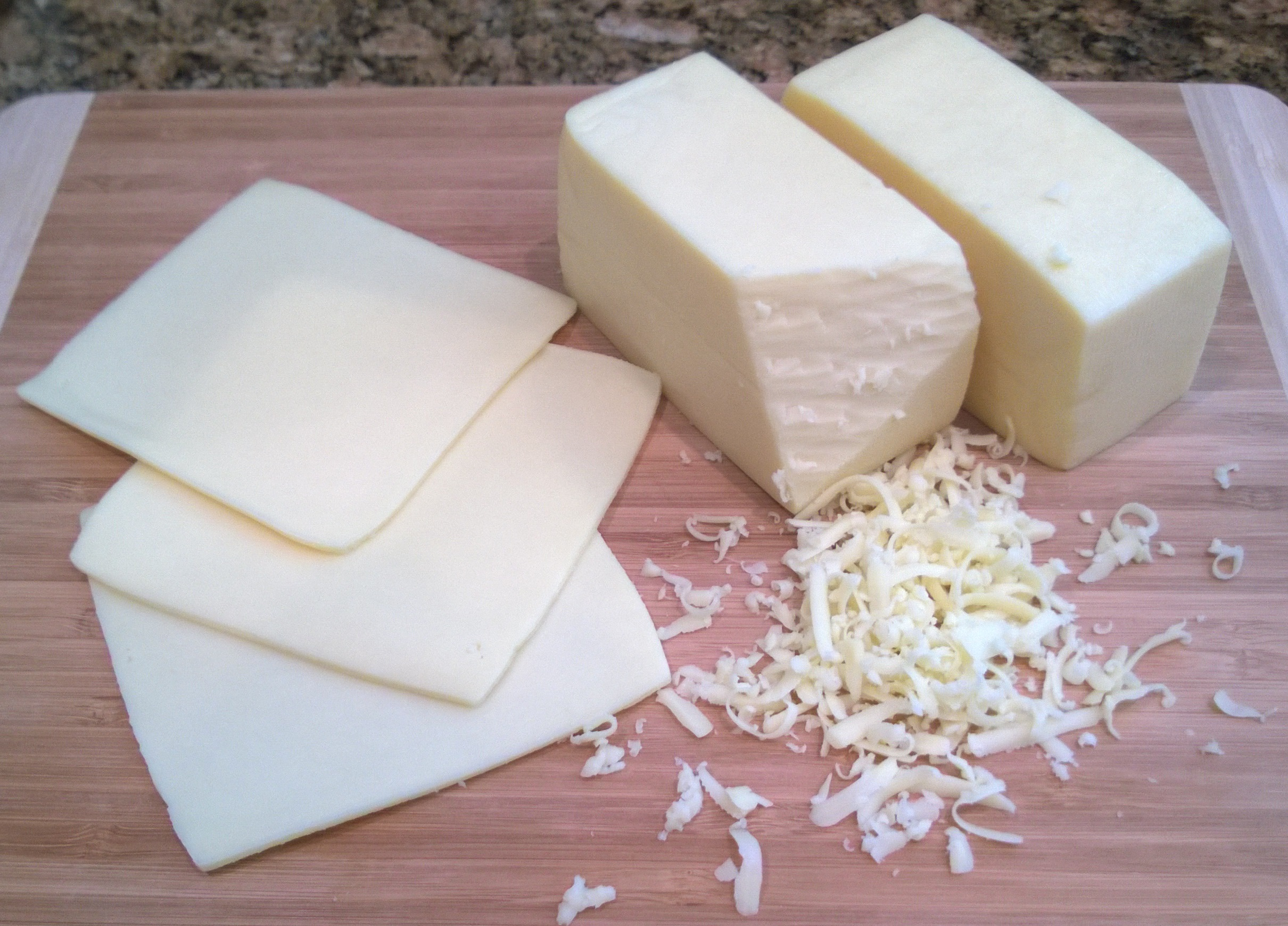
Butterkäse

Le Butterkäse, littéralement « fromage-beurre » en allemand, est un fromage de lait de vache à pâte demi-molle surtout connu dans le monde germanique.

## Fabrication
Comme la plupart des fromages, le Butterkäse est fait à partir du lait de vache à l'aide de bactéries mésophiles. Il est en plus rendu acide à l'aide de bactéries thermophiles. La fabrication se fait à l'aide d'une grande quantité de présure et à une température d'emprésurage élevée (entre 40 et 42 °C). La durée où le lait caille est donc très courte et produit une fermentation lactique intense pendant et après la fabrication. Ensuite, le caillé est moulé, en général en forme ronde, tenu au chaud entre 38 et 40 °C et salé à l'aide de saumure. La maturation dure trois à quatre semaines. Cet affinage se fait à températures très basses (entre 3 et 7 °C).
Le Butterkäse est souvent débité en tranches et ajouté à des sandwiches ou fondu dans la cuisine. On le trouve parfois en blocs, ce qui est plus pratique pour la découpe. En 2012, l'Allemagne a produit environ 31 500 tonnes de Butterkäse[réf. souhaitée].

## Histoire
Le Butterkäse est un descendant du Bel Paese italien, qui est une marque déposée. En Allemagne, il a apparemment été produit pour la première fois en 1928 dans la laiterie nationale Weihenstephan puis commercialisé. Par la suite, d'autres pays[Lesquels ?] ont commencé à le produire.

## Propriétés et gout
Comme son nom le suggère, le Butterkäse a un gout et une apparence rappelant le beurre. Il est souvent décrit comme doux, ce qui est dû en partie à sa courte durée de maturation, et légèrement acide. Sa consistance est mi-molle et sa texture est lisse et crémeuse. Il est de couleur claire, entre le blanc et le jaune orangé, et ne comporte pas ou peu de trous.
La règlementation allemande sur les fromages précise que la teneur en eau de la pâte fromagère non grasse est entre 61 % et 69 %. La teneur en matière grasse de la matière sèche est d'après la classification des groupes de fromages entre 45 % et 53 %.

## Crédits de traduction
- (en) Cet article est partiellement ou en totalité issu de l’article de Wikipédia en anglais intitulé « Butterkäse » (voir la liste des auteurs).

- (de) Cet article est partiellement ou en totalité issu de l’article de Wikipédia en allemand intitulé « Butterkäse » (voir la liste des auteurs).